# William Dooley
William Dooley (* 9. September 1932 in Modesto, Kalifornien; † 2. Juli 2019 ebenda) war ein US-amerikanischer Opernsänger der Stimmlage Bassbariton, der in zahlreichen großen Opernhäusern auftrat.

## Leben und Werk
William Dooley studierte von 1950 bis 1954 an der Eastman School of Music (B.A.) und an der University of Rochester (B.A.) sowie von 1956 bis 1957 während seines Wehrdienstes in München an der Hochschule für Musik München bei Viktoria Prestel und Hedwig Fichtmüller.
Von 1957 bis 1959 wirkte er an den Städtischen Bühnen Heidelberg und anschließend in Bielefeld. In den frühen 1960er Jahren wurde er einer der führenden Interpreten der Deutschen Oper Berlin. Von Mitte der 1960er bis Mitte der 1970er Jahre entwickelte er seine Karriere an der Metropolitan Opera in New York weiter.
William Dooley zeichnete sich durch eine tiefe und warme Stimme aus, die durch eine beträchtliche dramatische Kraft und einen großen Stimmumfang gekennzeichnet war. In seinen besten Gesangsjahren glänzte er besonders in den Opern von Richard Wagner und Richard Strauss. Er galt in erster Linie als Vertreter der deutschen Oper. Sein Repertoire umfasste aber ein breites Spektrum von Werken anderer Sprachen wie Französisch und Italienisch bis hin zum Russischen und im Falle der Oper Montezuma von Roger Sessions sogar Aztekisch, Spanisch und Latein. Im Laufe seiner Karriere sang er in zahlreichen Uraufführungen, darunter in Hans Werner Henzes Die Bassariden.